# Casey Krueger
Casey Marie Krueger, nata Short (Naperville, 23 agosto 1990), è una calciatrice statunitense, difensore del Washington Spirit e della nazionale statunitense.

## Palmarès

### Nazionale
- Oro olimpico: 1

Parigi 2024
- CONCACAF Women's Championship: 1

2018
- SheBelieves Cup: 4

2018, 2020, 2021, 2024
- Tournament of Nations: 1

2018
- CONCACAF Women's Gold Cup: 1

Stati Uniti 2024
- Campionato nordamericano femminile under 20 di calcio: 1

2010